# Rachi (Stavrodromio, Ahaia)
Rachi (greacă Ράχη) este un oraș în Grecia în Prefectura Ahaia.